# Adiantum delikatne
Adiantum delikatne, niekropień delikatny (Adiantum tenerum Sw.) – gatunek paproci z rodziny orliczkowatych. Występuje w Ameryce Środkowej od Florydy i północnego Meksyku na północy, do Wenezueli na południu. W Polsce uprawiany jako roślina szklarniowa i doniczkowa, notowany jako efemerofit. 

## Morfologia
Liście 3-4 krotnie pierzaste. Listki niesymetryczne, cienkie, okrągławe. Na brzegu listka pojawia się w postaci drobnych grudek zarodnia okryta zawijką, która jest przedłużeniem listka.